# Collège anglais de Douai
Ne doit pas être confondu avec Collège d'Anchin (Douai).

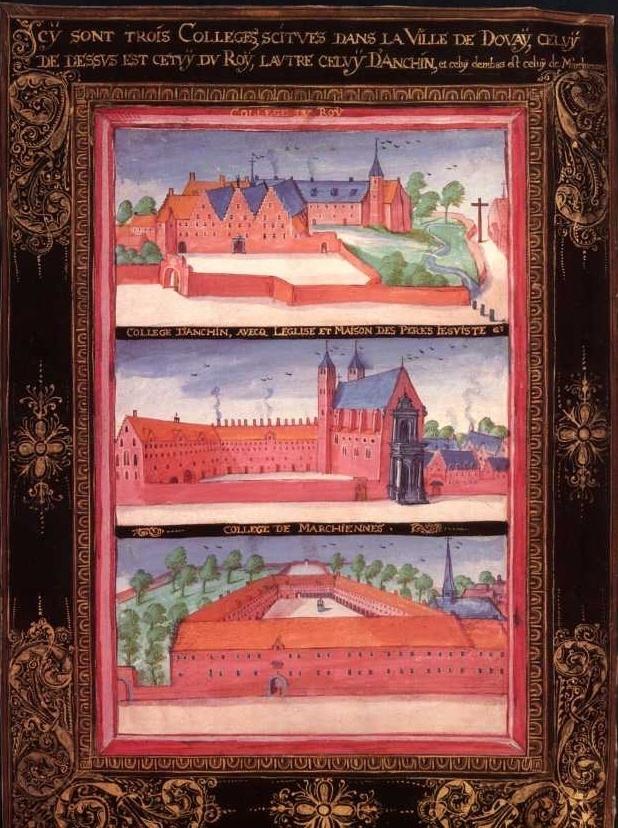
Les collèges de l’université de Douai.

Le collège anglais de Douai, en latin Collegium Anglorum Duacense, est un séminaire fondé en 1569 par William Allen, catholique anglais réfugié sur le continent depuis 1561 et ordonné prêtre en 1565, dans le but de former des prêtres catholiques anglais, à une époque où le catholicisme est persécuté dans le royaume d'Angleterre sous le règne Élisabeth Ire. Associé à l’université de Douai, créée en 1559, cet établissement devient un des points de ralliement des Anglais refusant le passage de leur pays à l'anglicanisme, aux côtés de celui établi à Rome.
Ce collège est officiellement supprimé par la Convention en 1793, en même temps que toutes les institutions universitaires de France. 

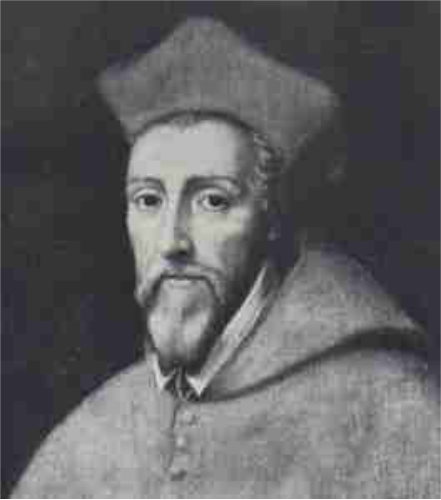
Le fondateur du collège anglais de Douai, William Allen.

C’est dans le collège anglais de Douai qu'est achevée en 1609 la traduction en anglais de la Bible connue sous le nom de « Bible de Douai,,.

## Contexte

### Anglicanisme et catholicisme en Angleterre de Henri VIII à Élisabeth
Les réfugiés catholiques anglais se dirigent vers la France et vers les Pays-Bas des Habsbourg.

### Douai sous le règne de Philippe II (1555-1598)
Douai fait alors partie du comté de Flandre, un des fiefs du Saint-Empire romain germanique formant les dix-sept provinces des Pays-Bas des Habsbourg, gouvernés depuis octobre 1555 par Philippe de Habsbourg; qui devient roi d'Espagne en janvier 1556 sous le nom de Philippe II.

### Création de l'université
Pour un article plus général, voir Université de Douai.
Vers 1560, après la fin de la onzième guerre d'Italie (1559), Philippe II d’Espagne établit, dans le cadre d’un programme d’affermissement de son autorité sur les Pays-Bas, une université à Douai, afin de faire pendant à celle de Louvain (duché de Brabant) fondée en 1426. C'est aussi l'époque où a lieu une importante réorganisation des diocèses des Pays-Bas, qui passent de six (sans aucun archidiocèse) à dix-huit (avec trois archidiocèses : Cambrai, Utrecht et Malines). 
La fondation de cette université coïncide[pas clair] avec la présence à Douai d’un grand nombre de réfugiés catholiques anglais, à la suite de l’avènement d'Élisabeth Ire en 1558 et du rétablissement du protestantisme en Angleterre, après le règne de la catholique Marie Tudor (1533-1558).  
De récentes études[réf. nécessaire] ont montré que l’université de Douai était une institution importante, avec les cinq facultés traditionnelles : arts, théologie, droit canonique, droit civil, médecine. 
Dans les premières années, l’influence anglaise est forte, plusieurs des principaux postes étant occupés par des professeurs ayant dû fuir l’université d'Oxford. Parmi eux, le premier chancelier de l’université, Richard Smyth qui, ayant étudié à Oxford, avait par conséquent déjà placé la nouvelle université sous l’influence d’Oxford[pas clair].
C’est également là qu’après avoir fait sa licence en 1560, William Allen devient professeur royal de théologie.

## Histoire du collège anglais

### Fondation

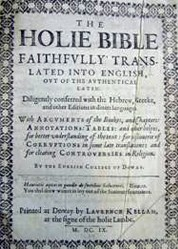
La Bible de Douai (1609).

C’est lors d’une conversation avec le professeur Jean Vendeville, avec lequel Allen est allé en pèlerinage à Rome à l’automne 1567, que ce dernier eut le premier l’idée d’un séminaire pour la formation de prêtres catholiques anglais. 
La fondation commença à prendre sa forme définitive lors de la location par Allen d’une maison à Douai le j29 septembre 1568 (jour de la Saint-Michel). 
Le collège est fondé en 1569, en même temps que des collèges écossais et irlandais, ainsi que des institutions bénédictine, franciscaine et jésuite. Il s'agit du premier collège anglais sur le continent européen : par la suite sont créés les collèges de Rome (1579), Valladolid (1589), Séville (1592) et Lisbonne (1628).

### Période de la direction de William Allen (1569-1578)
Allen et le collège aspiraient à rassembler une partie des nombreux catholiques anglais vivant en exil dans différents pays du continent et de leur fournir des établissements afin de pouvoir poursuivre leurs études dans ce qui était dans les faits l’université catholique d’Oxford en exil, et ainsi produire une réserve toute prête du clergé catholique anglais instruit, prête pour une reconversion au catholicisme de l’Angleterre, comme cela était escompté par Allen dans un avenir proche. Le collège de Douai correspondait, par la même occasion, au type de séminaire prescrit par le concile de Trente, dont il constituait un premier exemple. C’est à ce titre qu’il reçut l’approbation pontificale peu de temps après sa fondation. Le roi Philippe II le prit également sous sa protection et lui attribua une subvention annuelle de 200 ducats.
Le collège ne disposait cependant pas de revenu régulier dans ses premières années et Allen était tributaire de dons privés provenant d’Angleterre et de la générosité de quelques amis locaux, en particulier les monastères voisins de Saint-Vaast d’Arras, Anchin et Marchiennes, qui avaient souscrit de temps à autre, à la suggestion de Vendeville, à cette œuvre. Allen, qui avait, entretemps, poursuivi ses propres études en théologie et obtenu son doctorat, était devenu professeur royal à l’université, mais il abandonnait sa totalité de ses émoluments au collège pour le maintenir à flot. Quelques années après la fondation, Allen postula pour un financement régulier auprès du pape Grégoire XIII, qui accorda au collège, en 1565, une pension mensuelle de 100 couronnes d’or, dont le versement se poursuivit jusqu’à la Révolution.
Le retour de l’Angleterre au catholicisme espérée par Allen n’eut jamais lieu. Les évêques catholiques étaient morts, en prison ou en exil, et les prêtres catholiques qui avaient séjourné en Angleterre en voie de disparition ou de conversion à l'anglicanisme. Le collège se mit donc à envoyer en Angleterre des prêtres missionnaires ou « prêtres du séminaire », exercer clandestinement leur ministère pastoral auprès des catholiques et tenter de ramener les autres à Rome. L’exercice du ministère de prêtre catholique constituait, à cette époque, un délit de haute trahison puni de la pendaison et de l’écartèlement. Des quelque trois cents prêtres envoyés par Douai en Angleterre à la fin du XVIe siècle, plus de cent-soixante (appartenant principalement au clergé séculier, connus sous le nom de martyrs de Douai) furent exécutés de cette manière. De nombreux autres furent en outre emprisonnés et près de cent-soixante, bannis, durent rejoindre le continent. À Douai, le collège avait reçu le privilège spécial de chanter une messe solennelle d’action de grâces chaque fois que parvenait la nouvelle d’un nouveau martyre d’un prêtre de Douai.
En quelques années après la fondation du collège, la personnalité et l’influence d'Allen y attira plus de cent-cinquante étudiants. Un flux régulier d’œuvres controversées, certains dues à Allen lui-même, d’autres par des hommes tels que Thomas Stapleton et Richard Bristowe, sortit de Douai. 

### Période d'exil (1578-1593)
En 1578, le collège eut à subir l’opposition de l’université et de la ville de Douai : tous les Anglais résidant à Douai sont expulsés. Maîtres et élèves se dispersent pour fonder le collège anglais de Reims et celui de Rome. 
L'établissement conserve néanmoins sa maison à Douai et y est rétabli en 1593, mais sans Allen, nommé cardinal en 1589 et appelé à résider à Rome, où il meurt le 16 octobre 1594.

### XVIIeetXVIIIesiècles
Richard Barret (en), le successeur d’Allen, nommé le 31 octobre 1588, étendit l’œuvre du collège pour inclure un cours préparatoire aux humanités, de sorte que celui devint également une école. En 1603, un collège ordinaire fut construit, sous la direction de Thomas Worthington, le troisième président, en face de l’ancienne église paroissiale de Saint-Jacques, dans la rue des Morts. Dans les années 1620, le martyr franciscain Arthur Bell enseignait l’hébreu à Douai.
Au XVIIe siècle, des différends similaires aux conflits affectant les affaires catholiques anglaises en général, survinrent entre prêtres séculiers et réguliers. Quoique lui-même séculier, Worthington était sous l’influence du père jésuite Parsons. Pendant longtemps, les étudiants fréquentèrent les écoles jésuites et toute la direction spirituelle fut entre les mains des Jésuites. Une visite du collège mit cependant en évidence de nombreuses lacunes administratives qui amenèrent le remplacement de Worthington comme président par Matthieu Kellison (en). À la tête du collège de 1631 à 1641, ce dernier réussit à en rétablir la réputation et à prendre des dispositions pour que le collège reprenne progressivement le contrôle de l’enseignement aux Jésuites.
Dans la seconde moitié du XVIIe siècle et les premières années du XVIIIe siècle, le collège anglais connut une période troublée. Au cours de la présidence du Dr Hyde (1646-1651), l’université de Douai réussit à obtenir certains droits de regard sur le collège, auxquels Hyde résista bien. George Leyburn, qui lui succéda de 1652 à 1670, se brouilla avec le corps de prêtres séculiers connu en Angleterre sous le nom de « Vieux Chapitre », qui dirigeait, en l’absence d’évêque, l’Église catholique en Angleterre. Leyburn s’en prit à Thomas White, dit « Blacklo », membre éminent du « Vieux Chapitre », et organisa une condamnation de ses écrits par l’université de Douai, dont la ville, dans l’entremise, avait été prise par les Français en 1677. En fin de compte, Leyburn se trouva obligé de se retirer en faveur de son neveu, John Leyburn, qui devait devenir vicaire apostolique d'Angleterre. À peine le différend avec les "blackloïstes" était-il épuisé, que survint une nouvelle commotion de nature plus grave encore, dont le noyau fut le Dr Hawarden qui fut dix-sept ans professeur de philosophie puis de théologie au collège anglais. Sa réputation était devenue si grande que lorsque le poste de professeur royal de théologie devint vacant en 1702, l’évêque, les principaux membres de l’université, et les magistrats de la ville le prièrent d’en accepter la succession. Cependant, sa candidature fut contestée par un parti dirigé par le vice-chancelier. Les jésuites prirent également position contre lui, l’accusant et, à travers lui, le collège anglais, de jansénisme. En fin de compte, Hawarden prit sa retraite de Douai et se rendit en mission en Angleterre. Une visite du collège, effectuée sur ordre du Saint-Siège, aboutit à exonérer entièrement le collège de cette accusation.
Douai devint de plus en plus important pour les catholiques anglais lorsque leurs espoirs de retour de l'Angleterre au catholicisme furent déçus par l’échec des rébellions jacobites. Lorsqu’il fut président de 1715 à 1738, Robert Witham reconstruisit le collège anglais de Douai à une grande échelle et il réussit à éteindre la dette écrasante dans laquelle l’avait plongé la perte de la quasi-totalité de son fonds de dotation lors du krach de 1720 de la compagnie des mers du Sud.

### Période de la Révolution française (1789-1793)

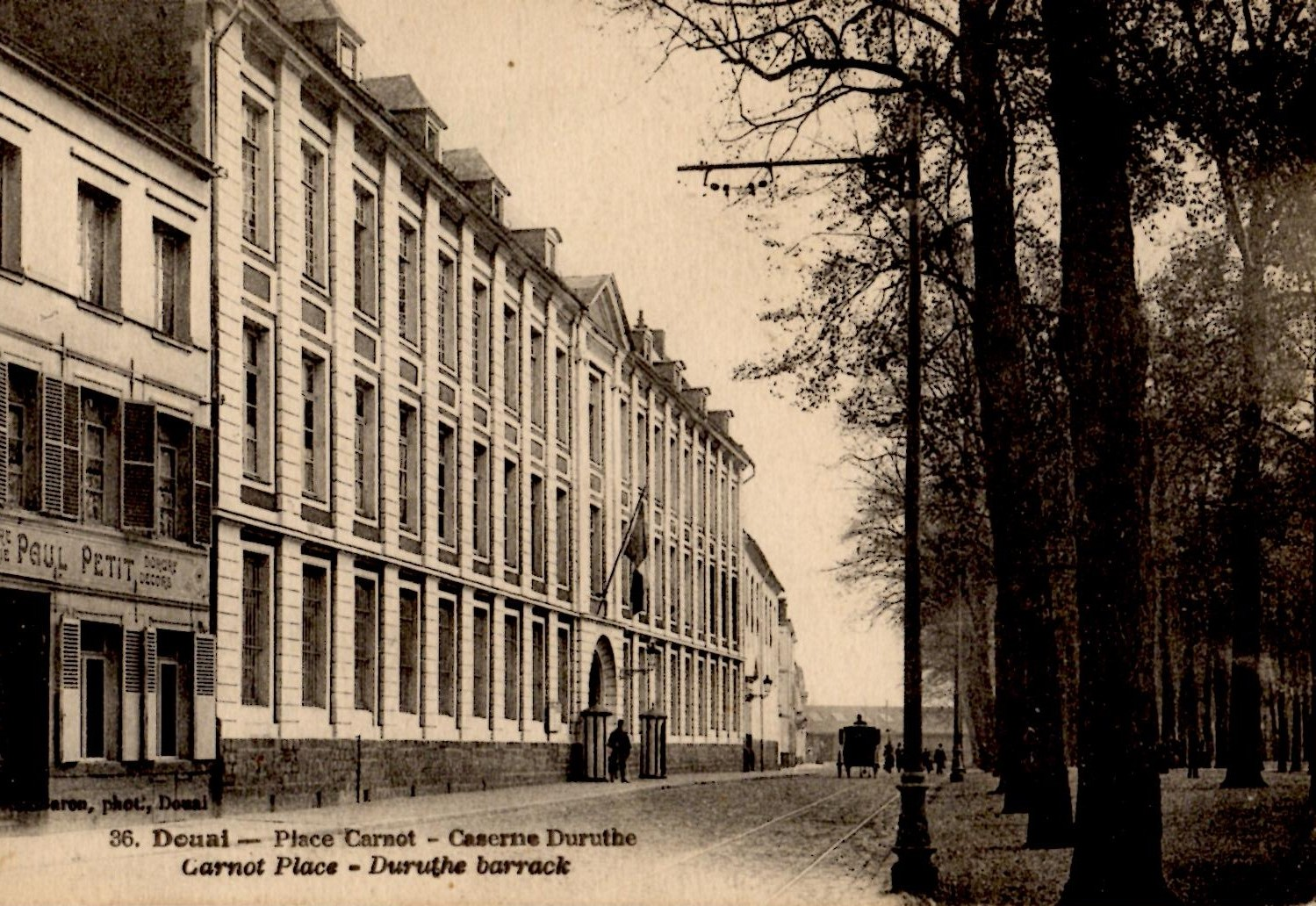
Carte postale d'environ 1910 représentant le bâtiment qui abritait le collège anglais au moment de sa dissolution en 1793.

Au début de la Révolution, Douai fut beaucoup moins affectée que beaucoup d’autres villes françaises et, dans les premiers temps, l’université et les collèges affiliés conservèrent leur caractère catholique. Sous la Terreur, celle-ci fut soumise au même sort que de nombreux établissements de même genre. Lorsque les membres du clergé de Douai furent invités en 1791 à prêter serment à la constitution civile du clergé, les membres du collège anglais demandèrent à en être exonérés en vertu de leur nationalité britannique, ce qui leur fut autorisé pendant quelque temps.
La décapitation de Louis XVI et la déclaration de guerre de l’Angleterre à la France se solda par la fin de l'immunité des supérieurs et des étudiants de la plupart des autres établissements britanniques qui s’enfuirent pour l’Angleterre, laissant derrière eux les membres du collège anglais, avec leur président, le révérend John Daniel, restés dans l’espoir de sauver le collège. En octobre 1793, ceux-ci furent emprisonnés à Doullens, avec six moines bénédictins anglais restés pour la même raison et le Dr Stapleton, président de Saint-Omer et ses élèves. En novembre 1794, les collégiens anglais furent autorisés à retourner à Douai et, quelques mois plus tard, Stapleton réussit à obtenir leur libération et la permission de retourner en Angleterre.
Le collège anglais ne devait jamais revenir à Douai. La récente abrogation, en Angleterre, des lois pénales permit aux catholiques d’y fonder deux collèges pour poursuivre l’œuvre du collège anglais, l’un à Crook Hall (avant son transfert pour Ushaw College, près de Durham) dans le Nord et du collège Saint-Edmond (Ware) (en) à Ware dans le Sud du Hertfordshire. La pension romaine fut divisée à parts égales entre ces deux collèges jusqu’à ce que l’occupation de Rome par les Français en 1799 entraîna la cessation de paiement.
Après la Révolution française, Bonaparte unifia tous les établissements britanniques en France sous un administrateur irlandais, le révérend Francis Walsh. Sous la Restauration, les Bourbons versèrent au gouvernement britannique une forte indemnité pour ceux qui avaient souffert de la Révolution, dont les catholiques anglais ne virent jamais le premier sou. Il fut décidé que, comme les collèges catholiques avaient fonctionné en France pour la seule raison qu’ils étaient illégaux en Angleterre, ceux-ci devaient être considérés comme des établissements français et non anglais. Les bâtiments furent néanmoins restitués à leurs propriétaires légitimes.
Avec la loi de séparation de l'Église et de l'État, en 1905, tous les biens des bénédictins anglais de Douai ont été confisqués par l'État français. La communauté est repartie en Angleterre, déménageant avec son école à Woolhampton, près de Londres, où elle fonda l'abbaye de Douai. Ses anciens locaux douaisiens abritent le lycée Jean-Baptiste-Corot.

## Listes des professeurs et étudiants notables du collège anglais de Douai
Le collège anglais de Douai, ainsi que les collèges irlandais et écossais, est associé à la faculté de théologie de l'université de Douai et aux séminaires où étudient des personnalités récusantes destinées à être prêtres catholiques en Grande-Bretagne :
- William Allen (cardinal) (1532-1574), après avoir obtenu sa licence à Douai en 1560, y devint professeur royal de théologie
- Jean Payne (1532-1582), intendant du collège anglais de Douai, ultérieurement l'un des quarante martyrs d'Angleterre et de Galles
- Thomas Worthington (1549-1627)[7], annotateur de la Bible, présida le collège anglais de Douai
- Robert Southwell (1561-1595)[8], l’un des quarante martyrs d'Angleterre et de Galles, eut pour professeur de philosophie à Douai Leonardus Lessius
- Gregory Martin (v. 1542-1582), traducteur de la bible en anglais (Bible de Douai ou Douay-Rheims Bible) à partir de la Vulgate latine[2]
- Cuthbert Mayne (1544-1577), licencié en théologie de l'université de Douai en 1575 (collège anglais de Douai)
- Nicholas Fitzherbert (en) (1550-1612), étudiant puis secrétaire du cardinal William Allen
- William Bawden (en) ou Baldwin (1563-1632), étudiant à l'université de Douai, impliqué à tort dans la Conspiration des poudres
- Georges-Antoine de Rodenstein (1579-1652), chanoine de Spire et de Mayence, prince-évêque de Worms
- George Blackwell (en), étudiant au collège anglais de Douai en 1575, théologien, impliqué dans l’« Archpriest Controversy » de 1598
- Thomas White (1593-1676), philosophe et polémiste qui attaqua l'infaillibilité papale
- Christopher Davenport (1598-1680), étudiant au collège anglais de Douai et théologien de renom
- Richard Challoner (1691-1781), étudiant au collège anglais de Douai, après avoir obtenu sa licence à Douai en 1719 puis son doctorat, il y devint professeur de philosophie, puis de théologie et publia une révision de la Bible de Douai[3],[4]
- Marmaduke Tunstall (1743 - 1790), ornithologue et collectionneur
- George Leo Haydock (en) (1774-1849), étudiant au collège anglais de Douai, établit une révision de la Bible de Douai
- Thomas Haydock (en) (1772-1859), étudiant au collège anglais de Douai, publie la révision de George Leo Haydock de la Bible de Douai en 1811.